# Øystein Bråten
Øystein Bråten (* 21. července 1995) je norský akrobatický lyžař, který se věnuje slopestylu a big airu.
Ve Světovém poháru se poprvé představil v roce 2013 a svého prvního vítězství se dočkal roku 2017. Od roku 2016 získává cenné kovy na X Games. V roce 2017 se poprvé představil na světovém šampionátu. Zúčastnil se také Zimních olympijských her 2018, kde zvítězil ve slopestylu.
Jeho bratr Gjermund Bråten je snowboardista.